# Molophilus subappressus
Molophilus subappressus är en tvåvingeart som beskrevs av Alexander 1940. Molophilus subappressus ingår i släktet Molophilus och familjen småharkrankar. Inga underarter finns listade i Catalogue of Life.